# Hacinamiento
El término hacinamiento se utiliza frecuentemente para hacer referencia a una acumulación de individuos o de animales en un mismo lugar, el cual no se halla físicamente preparado para albergarlos de tal manera que, esas personas o animales que se hallan viviendo una situación de hacinamiento se verán afectadas no únicamente por la incomodidad de tener que compartir un espacio mínimo y en el cual es prácticamente imposible moverse, con otros, sino también que a causa de ello será prácticamente imposible que ese lugar observe una higiene y una seguridad satisfactoria, afectándose claramente la salud de las personas, e incluso, en aquellas situaciones más extremas hasta puede existir riesgo para la vida en los escenarios de hacinamiento.
Al mismo tiempo, el concepto de hacinamiento puede ser dividido en dos subcategorías: el hacinamiento, que representa el cociente entre la cantidad total de personas que habitan el hogar y la cantidad de habitaciones que este posee, y el hacinamiento crítico, aquellos hogares que tienen tres o más personas por habitación.

### El caso de Argentina
La República Argentina es un país localizado en América del Sur que posee una población de 40.1 millones de habitantes, de quienes 18,5 millones están por debajo de la línea de pobreza, es decir, no cubren la canasta básica de necesidades. Este instrumento de medición de la pobreza usa como indicador de esta cualidad poseer el nivel adquisitivo para adquirir ciertos insumos alimentarios y no alimentarios considerados básicos. Sumado a esto, de estas personas que están por debajo de la línea de pobreza, 4,3 millones de personas no cubren la canasta básica alimentaria, lo que significa que su poder adquisitivo no es suficiente para proveerse de insumos alimentarios. Esta categoría también es llamada indigencia. Estas personas son las más expuestas a sufrir un déficit cualitativo y cuantitativo de la vivienda. El déficit cualitativo de la vivienda se da cuando posee daños o deficiencias infraestructurales que son solucionables por medio de reformas. Por otra parte, el déficit cuantitativo de viviendas consiste en daños o deficiencias irrecuperables de la infraestructura o en no poseer una vivienda. 
Para 2017, había 13.8 millones de viviendas en el país. Por otra parte, había 12.2 millones hogares y 1.14 viviendas por hogar. Un hogar se define como una persona o grupo que viven bajo un mismo techo y comparten gastos de alimentación. Con los presentes datos, se puede determinar que más allá de que hay más viviendas que personas, hay más viviendas sin habitar por cantidad de personas. De esta forma, se puede determinar que hay una considerable cantidad de viviendas donde hay más de un hogar. Esto significa que hay probabilidad de que existan varios hogares con hacinamiento, ya sea normal o crítico. Un estudio anual que es llevado a cabo por la Dirección General de Censos en 2021, en ese año las cifra de hacinamiento fue de 9,3% de los hogares, habiendo subido cuando venía descendiendo levemente todos los años. Teniendo en consideración que para cuando ya había un 9,3% de personas en situación de hacinamiento había 1.14 viviendas por familia, se puede evidenciar que hay una considerable cantidad de viviendas vacías. Aun así, hay viviendas que contienen más de 3 personas por habitación.